# Ангелікі Канеллопулу
Ангелікі Канеллопулу (грец. Αγγελική Κανελλοπούλου, нар. 18 грудня 1965, Афіни, Греція) — колишня грецька тенісистка.
Найвищу одиночну позицію світового рейтингу — 43 місце досягла 13 квітня 1987, парну — 150 місце — 25 червня 1990 року.
Найвищим досягненням на турнірах Великого шолома було 3 коло в одиночному розряді.

## Фінали турнірів WTA

### Одиночний розряд: 1 (0–1)
| Перемога — Легенда                  |
| ----------------------------------- |
| Турніри Великого шолома (0–0)       |
| Турніри Туру WTA (0–0)              |
| Tier I (0–0)                        |
| Tier II (0–0)                       |
| Tier III (0–0)                      |
| Tier IV (0–0)                       |
| Tier V (0–0)                        |
| Вірджинія Слімс, Avon та інші (0–1) |

| Титули за покриттям |
| ------------------- |
| Тверде (0–0)        |
| Трава (0–0)         |
| Ґрунт (0–1)         |
| Килим (0–0)         |

| Результат | Ранг | Дата            | Турнір | Покриття | Суперниця      | Рахунок  |
| --------- | ---- | --------------- | ------ | -------- | -------------- | -------- |
| Поразка   | 1.   | 15 вересня 1986 | Афіни  | Ґрунт    | Сільвія Ганіка | 5–7, 1–6 |

## Фінали ITF

### Одиночний розряд (2–0)
| турніри $10,000 |

| Результат | Ранг | Дата           | Турнір                  | Покриття | Суперниця у фіналі   | Рахунок       |
| Перемога  | 1.   | 22 серпня 1982 | Лозанна, Швейцарія      | Ґрунт    | Крістіан Жоліссен    | 6–4, 6–7, 6–1 |
| Перемога  | 2.   | 1 серпня 1983  | Кава-де-Тіррені, Італія | Ґрунт    | Федеріка Бонсіньйорі | 6–1, 7–6      |

### Парний розряд (0–1)
| Результат | No | Дата          | Турнір         | Покриття | Партнерка           | Суперниці у фіналі        | Рахунок       |
| Поразка   | 1. | 2 серпня 1982 | Пезаро, Італія | Тверде   | Denise Panagopoulou | Деббі Фрімен Park Mal-sim | 7–5, 3–6, 0–6 |